# It Should Happen to You!
 It Should Happen to You és una pel·lícula estatunidenca de George Cukor estrenada el 1954, amb Judy Holliday i Jack Lemmon.

## Argument
Gladys Clover, model sense feina, gasta els seus últims estalvis per llogar una tanca publicitària a Columbus Circle, on fa escriure el seu nom en lletres gegantines. Ensopega amb Evan Adams, rei del sabó, que cobeja aquest emplaçament. Gladys es fa ràpidament una celebritat gràcies a aquesta publicitat però comprèn que no és la via de la felicitat. Es reconcilia amb el seu veí de replà envejós, Pete, i es casa amb ell.

## Repartiment
- Judy Holliday: Gladys Glover
- Peter Lawford: Evan Adams III
- Jack Lemmon: Pete Sheppard
- Michael O'Shea: Brod Clinton
- Vaughn Taylor: Entrikin
- Connie Gilchrist: Mrs. Riker
- Walter Klavun: Bert Piazza
- Whit Bissell: Robert Grau
- Constance Bennett: Ella mateixa
- Ilka Chase: Ella mateixa
- Wendy Barrie: Ella mateixa
- Melville Cooper: Dr. Manning, membre del jurat TV
- Cora Witherspoon: La venedora a Macy
- Jack Kruschen (no surt als crèdits)

## Comentaris i critiques
- "En aquesta comèdia brillant portada per la vitalitat de Judy Holliday, Cukor es lliura a una crítica feroç de la publicitat: Gladys no ven res més que el seu nom, i amb això no n'hi ha prou per a fer-la famosa. Però aquesta sàtira és temperada agradablement per la fina anàlisi psicològica d'una jove dona americana, puritana, sentimental i instintiva. La pel·lícula evoluciona entre la comprovació realista irònica i una fantasia desenfrenada, amb Judy Holliday i Jack Lemmon."[1]

## Premis i nominacions
- La pel·lícula ha estat nominada en els Oscars per a la creació de vestuari.